# Alejandro Cao de Benós
Alejandro Cao de Benós de Les y Pérez (nascido em 1974) é um ativista político híspano-norte-coreano com relações estreitas com a República Popular Democrática da Coreia, onde atua como um representante especial do Ministério das Relações Exteriores do país. É também, segundo ele próprio, o delegado especial do Comitê de Relações Culturais com Países Estrangeiros da Coreia do Norte.
Ele também é o fundador, presidente e único membro assalariado da Associação de Amizade com a Coreia (Korean Friendship Association - KFA). Todos as páginas oficiais do governo e ministérios da Coreia do Norte possuem o domínio .kp, assim - dado que o registro da página da KFA sugere que esta seja o domínio pessoal de Cao de Benós - há dúvidas sobre sua alegação de ser a "página de internet oficial da República Popular Democrática da Coreia" e também acerca das afirmações de Cao de Benós a respeito de seu status na hierarquia da Coreia do Norte.
Tem sido um defensor da Coreia do Norte desde 1990. Seu nome coreano, Cho Son-il ("A Coreia é Uma"), é autoproclamado mas não é oficial, tendo em vista que ele viaja usando seu passaporte espanhol. Viveu em Tarragona e Barcelona, trabalhando como consultor de TI.
Em 14 de junho de 2016, foi preso pela Guarda Civil espanhola em Tarragona por tráfico de armas. Em 2022, foi sentenciado pelo Departamento de Justiça dos Estados Unidos por violar sanções americanas contra à Coreia do Norte.

## Origem familiar
Cao de Benós vem de uma família nobre espanhola. Seus antepassados paternos eram os barões de Les, marqueses de Rosalmonte e condes de Arjelejo, membros da Grandeza que estavam entre os mais graduados da nobreza espanhola, estando ligados durante séculos ao exército espanhol e à Marinha. Muitos foram defensores do carlismo e do franquismo. Embora o avô de Cao de Benós tenha nascido rico, ele perdeu a herança e acabou trabalhando como guarda para a Repsol-Butano.

## Atividades na Associação de Amizade com a Coreia
Cao de Benós fundou a Associação de Amizade com a Coreia em 2000, e embora alegue ser uma sanção oficial, desde sua fundação o domínio é registrado em seu nome de forma privada. Inclui uma seção de mídia e uma loja on-line onde distintivos, música e outros itens norte-coreanos podem ser adquiridos. Os bens comprados são enviados da Espanha.
Em 2009, quando questionado sobre Kim Jong-un, ele respondeu que Kim nunca ouviu falar dele e afirmou que a história sobre Kim Jong-un ser herdeiro de Kim Jong-il foi fabricada pela inteligência sul-coreana.
Cao de Benós tem visitado Pyongyang regularmente, auxiliando na aplicação do visto para a imprensa, atuando como tradutor para a imprensa estrangeira (constantemente sob a supervisão das autoridades locais) e ajudando a agendar reuniões de negócios. Cao de Benós atua para uma comissão como intermediário nessas reuniões, e devido ao fato de não ter um emprego remunerado oficial, não lhe é pago nenhum salário. Escreveu numerosos artigos sobre assuntos relacionados à situação política na Península da Coreia, disseminação de propaganda estatal, assim como entrevistas para a imprensa. É um dos poucos estrangeiros que afirmam seguir a linha do partido norte-coreano. Ele continua como presidente de sua empresa, a Associação de Amizade com a Coreia e foi destaque nos documentários Friends of Kim e The Propaganda Game.

## Café de Pyongyang
Em julho de 2016, Cao de Benós fundou um bar chamado Pyongyang Cafe em Tarragona, decorado com cartazes de propaganda norte-coreanos e onde apresenta palestras regulares sobre temas como o turismo. O café fechou ao público em março de 2017 e tornou-se um estabelecimento exclusivo para membros da KFA.

## Críticas
Cao de Benós tem recebido críticas generalizadas da imprensa ocidental por, entre outras coisas, tentar restringir a liberdade de expressão de jornalistas de países estrangeiros. Ele expulsou membros da Associação de Amizade com a Coreia por "desrespeito". Ele também foi acusado de ameaçar e intimidar jornalistas críticos à Coreia do Norte. Quando Andrew Morse, da ABC News, visitou o país em 2004, a convite da Associação, ele foi acusado de usar linguagem sensacionalista para descrever as cooperativas agrícolas Kochang. Uma vez em Pyongyang, Cao de Benós invadiu e revistou o quarto de hotel de Morse, confiscou suas fitas, danificou seu laptop e forçou-o a assinar uma carta de desculpas para deixar o país.
Ainda que esteja autorizado a "promover e desenvolver relações culturais", Cao de Benós tem sido criticado por se apresentar como um funcionário do governo norte-coreano e a KFA como uma entidade oficial da Coreia do Norte, embora nenhuma das duas afirmações sejam verdadeiras.
Cao de Benós foi criticado por cobrar duas vezes mais do que os organizadores de viagem similares para trazer cineastas, artistas e turistas para o país. Em troca dos preços mais altos, ele promete acesso exclusivo a determinados locais, embora as atrações em seu itinerário sejam comparáveis às de qualquer outro passeio. Além disso, Cao de Benós, historicamente, não conseguiu obter autorizações e permissões para atrações comuns, relativamente acessíveis.
Em 14 de junho de 2016, foi preso pela Guardia Civil espanhola em Tarragona por tráfico de armas.